# ロケットプレーンXP
ロケットプレーンXP
ロケットプレーンXPのモックアップ。
（奥はスペースシップワン）
- 用途：サブオービタルスペースプレーン
- 設計者：ロケットプレーン・キスラー
- 製造者：
- 運用状況：キャンセル

ロケットプレーンXP (Rocketplane XP) は、アメリカ合衆国の宇宙船開発企業ロケットプレーン社が2005年頃から開発していた弾道飛行用のスペースプレーンである。
乗客5名とパイロット1人を乗せる事ができ、 機体やエンジンの多くは再利用を前提としており、既存の航空機の部品を流用、強化して用いられるものと考えられていた。
ジェットエンジンにて航空機同様の離陸を行い、高度を稼いでからロケットエンジンを使用し、高度100kmまで上昇する方式を採っており、帰還時には飛行機と同様に滑空して着陸する計画であった。
開発資金が順調に集まれば2010年にも飛行試験が始まり、2012年には観光飛行が始まる予定だった。しかし2010年7月、ロケットプレーン社はChapter 7の適用を受け倒産した。

## テレビ番組
- 日経スペシャル ガイアの夜明け 2005年 宇宙への旅 ～未来の100兆円市場に賭けろ～（2005年12月6日、テレビ東京）[2]。- 宇宙旅行の民間ビジネスを取材。